# The Blue Flames
The Blue Flames byla americká rocková skupina, kterou v roce 1966 založili Jimi Hendrix (sólová kytara, zpěv), Randy Wolfe (2. kytara), Randy Palmer (baskytara) & Danny Casey (bicí). Skupina spolu hrála tři měsíce, poté Hendrix založil The Jimi Hendrix Experience.